# Tatejama (sopka)
Tate-jama nebo Tatejama nebo Mida-ga-hara-kazan, (japonsky: 立山火山 [Tatejamma-kazan]; 弥陀ヶ原火山 [Mida-ga-hara-kazan]), je v současnosti neaktivní stratovulkán, nacházející se na japonském ostrově Honšú, prefektura Tojama, jako nejsevernější z řetězu začínajícího vulkánem Ontake (pohoří Hida-sanmjaku). Převážně andezitově-dacitový vulkán leží ve starší kaldeře s průměrem 4 km. Postkalderová vulkanická činnost zahrnovala sérii menších freatických erupcí, poslední se odehrála v 19. století. V roce 1990 oblast postihlo zemětřesení. V okolí sopky se nacházejí četné horké prameny. Po zemětřesení 11. března 2011 se vulkanické jevy v oblasti zvýraznily (aktivizovaly) - po srpnu 2014 ještě více, proto je nyní výstup na sopku nebezpečný (vede tam i lanovka). Sopka dostala jméno na počest hory Tatejama (立山), která se nachází asi 2 km východně od této sopky.